# Шахристан (станция метро)
«Шахристан» (узб. Shahriston) — станция Ташкентского метрополитена.
Открыта для пассажиров 26 октября 2001 года в составе первого участка Юнусабадской линии : «Хабиб Абдуллаев» — «Минг Урик» (до 29 августа 2020 года была конечной).
Расположена между станциями : «Юнусабад» и «Бадамзар».

## История
Изначально станция носила название «Хабиб Абдуллаев» (узб. Habib Abdullayev, Ҳабиб Абдуллаев) в честь советского ученого и геологоразведчика Хабиба Абдуллаева.
16 июня 2015 года переименована в станцию «Шахристан» согласно решению главы администрации Ташкента.
«Шахристан» — историческое название местности, означающее — «благоустроенный город».

## Характеристика
Станция : колонная, двухпролётная, мелкого заложения, с береговыми платформами (до открытия станции Дустлик-2 30 августа 2020 года была единственной станцией с береговыми платформами в Ташкентском метрополитене), двумя подземными вестибюлями.

## Оформление
Станция представляет собой своеобразный геологический музей. При её отделке широко использованы мрамор, гранит, а также травертин из Чустского района Наманганской области страны.
В вестибюле размещена геологическая карта-панно Узбекистана, составленная работниками Госкомгеологии.